# 平岩元重
平岩 元重（ひらいわ もとしげ）は、戦国時代から江戸時代初期にかけての武将。東条松平家家臣として、松平忠茂、家忠 (甚太郎)、忠吉に歴仕し、また初代尾張藩主の徳川義直にも仕えた。平岩張元の子。通称は権太夫。
- 以下、特に但し書きのない月日は旧暦表示。

## 概要
平岩元重は尾張国清洲城では留守居役を勤める。その以前、三河在住時代に日近城の戦い、藤波畷の戦い、三方ヶ原の戦い、鳶ヶ巣山の戦いなどの徳川氏の主要な戦いに参加し、数多くの戦功をあげた。しかし、天正18年（1590年）8月朔日、徳川家康の関東入りに際しては三河国の自領に残留を主張して家康の勘気を受け改易となったため、後に勘気は解かれ家康四男・松平忠吉に付属されて再仕官したものの、知行150石・清洲城留守居役に終わり（「慶長十二年、松平忠吉家中分限帳」）、家康の近従出身で犬山城主12万3千石の大名格にまで昇った同族の平岩親吉とは対照的な処遇となった。

### 出自
三河国碧海郡平田庄（現愛知県岡崎市）の坂戸城主平岩氏の出。父は弓の名手である、平岩張元（九郎右衛門、春元とも）。父張元は松平張忠（右京亮）・同康忠（甚六郎）に歴仕したが、元重は三州青野城主の松平忠茂（甚太郎）に仕えた。

### 三河在住期
弘治2年（1556年）2月、松平忠茂は、当時駿府で今川氏の下にあった宗家当主・松平竹千代（徳川家康）の名代として日近城の奥平貞直（日近久兵衛尉）を討ちに出陣し、23歳の元重もこれに従った。しかし、城兵の矢に当たり主君・忠茂は倒れてしまい、同僚の松井八右衛門（忠勝）がその場に留まり防ぎ、元重は松井善兵衛（重正）・平岩弥之助（基親）と共に忠茂を肩に負って退却した。すると日近の城兵は討って出るや競って追いすがり、保久（岡崎市保久町）から大林（岡崎市鍛埜町大林付近）の辺に至ると忠茂は既に絶命していたので亡骸を藪に隠すと、元重らは逆に取って返してようやく敵兵を退けた。
今川義元は忠茂の遺児の亀千代丸（松平家忠）の傳かつ陣代として、先代に引き続き松井忠次を付属させた。元重も亀千代丸に仕えて忠次の麾下に属した。
永禄3年（1560年）5月の桶狭間の戦いで義元が敗死した時には、元重は松平元康（徳川家康）に従って大高城内にいた。しかし、元康は義元戦死の真偽を推し量りかねていたので平岩元重・同弥之助・服部久左衛門等を周囲に遣わして探索をさせた。その夜は風雨が強く咫尺を弁じない程であった。暗闇を衝いた探索の結果、今川方の戦死者の遺骸を発見したがその頭はみな東を向いていたと云う。これにより今川方の敗北を知り、大高城に戻り元康に報告した。そして元康は自軍の岡崎城入城を決断したという。
永禄4年（1561年）、東条城の吉良義昭攻めに頑強な抵抗を受けた徳川勢であったが、その元凶である吉良家の家老富永忠元を討つために、本多広孝、松井忠次らは平岩元重・松井光次ら麾下の部隊を引率して参陣。藤波畷に富永忠元を誘い出した。出陣に先立ち、本多広孝は今日こそ富永を討つまでは結びを解かずと鎧の上帯の緒を元重に切らせたと富永氏所伝は記す。果たして、富永忠元は本多広孝主従に藤波畷で討ち取られた（藤波畷の戦い）。
永禄6年（1563年）、家康は三河一向一揆に同調した吉良義昭を三河東条城に討つ。この戦に元重は家忠に従って城の搦め手を攻め、槍を交えて敵の首級を挙げた。帰還後、その功を賞して家康は元重に酒を下賜し、また自分の佩刀を与えた。

### 徳川家康の浜松居城時代
元亀3年（1572年）12月、浜松城の徳川家康は自領を進軍しつつあった武田信玄の軍勢に挑んで三方ヶ原の戦いに敗れた。家忠と陣代松井忠次麾下の東条衆は家康を護って奮戦したが多数の死傷者を出した。元重は家忠を扶けて退却するが甲州勢はなおも追撃を懸けてきたために、家忠は危機に瀕する。にわかに元重は取って返し敵を防いだので辛うじて家忠は虎口を脱した。
天正3年（1575年）5月、長篠の戦いの際には鳶ヶ巣山城の武田勢を攻める、酒井忠次率いる急襲部隊に元重は松平康親に属して参加、城将・武田信実も城門より迎撃に出るが、元重は城に登り火を放ったという。結果、城は陥落し信実も戦死した。
しかし、武田勝頼は騎兵を掛川城と諏訪原城の間に出して徳川軍の往来を遮断し脅かした。そこで家康は同年、新坂八幡に砦を築かせ、元重を選んでこれを守備させた。この時、騎士30騎・鉄砲足軽100人を元重に付属せしめた。元重はこの新坂砦より幾たびも出軍して武田勢を敗走させたため、遮断された徳川軍の連絡は回復した。家康は新坂・常戒寺の2村をこの褒賞として元重に給与した。

### 徳川氏関東移封後
天正18年（1590年）8月、家康は関東移封となり家康の家臣・麾下の国人も関東入りした。しかし、元重は三河の父祖伝来の地を離れる事を厭い、老身ゆえにこのまま余命を過ごしたいと強いて請うたので家康は大いに元重の不遜を憎み機嫌を損ねたが、多年重ねた彼の旧功に鑑み、敢えて罰する事もせず望みのままに任せた。
しかしその後、元重が江戸の家康に挨拶に上ると、家康は上記の通り、元重が命に従わなかった事を何時も憎んでいたのだと打ち明け、忍城に出仕するよう命じた。結局、元重は天正20年（1592年）に忍城（10万石）入りとなる家康四男の福松丸（後の松平忠吉）に仕えることになり、忍に移り住んだ。『家忠日記』の天正20年正月25日の条の記述から、この日にそれまでの城主松平家忠（主殿助）が下総国小見川付近への移封決定が判り、同時に松平忠吉の忍入封が決定したことが知れる。
慶長5年（1600年）、福松丸は尾張清洲藩主に栄進し、元重も清洲入りに従う。清洲城では御留守居（150石）として勤仕。その主君・忠吉も28歳で夭折し、家康の九男・徳川五郎太丸（義直）が入府するが元重は忠吉旧臣として義直に抱えられることになった。そして、元和5年（1619年）8月13日、名古屋にて病没した。享年86。

## 系譜
子女は4男6女があった。
- 父：平岩張元
- 母：不詳
- 正室：松井光次（次郎兵衛、松平康親の弟）の娘
- 生母不明の子女
  - 長男：平岩元吉（もとよし、通称七兵衛）、松平家忠（甚太郎）の家臣かつ松平康親の同心となる。のち松平忠吉に仕えて、御馬廻り350石。
  - 次男：平岩春元（はるもと、通称左次右衛門）、家康の命により、大須賀康高同心、のち本多忠勝家臣となる。
  - 三男：平岩元親（もとちか、通称十右衛門）、平岩親吉に仕え、後に徳川義直の直臣となる。
  - 四男：平岩元兼（もとかね、通称権太夫）、実は小笠原金兵衛の子、故ありて元重の養嗣子となり家督を継いだ。150石。
  - 長女：尾崎定正（内蔵助）の室。
  - 次女：伝を欠く。
  - 三女：鈴木 某（与八郎）の室。
  - 四女：落合 某（長左衛門）の室。
  - 五女：久野宗勝（與五右衛門）の室。
  - 六女：木村正之（吉左右衛門）の室。